# Kate Hudson

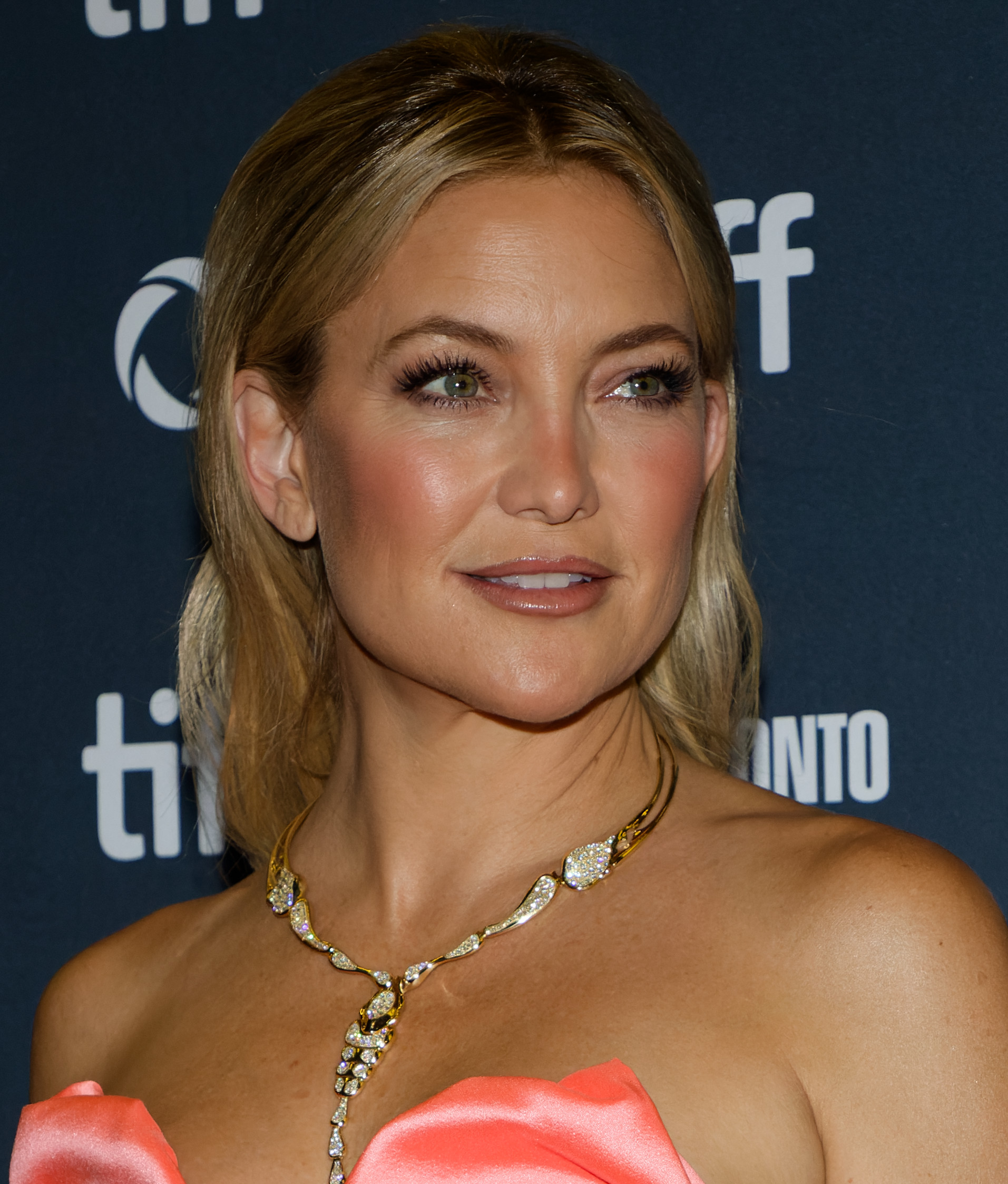
Kate Hudson (2024)

Kate Garry Hudson (* 19. April 1979 in Los Angeles, Kalifornien) ist eine US-amerikanische Schauspielerin. Im Jahr 2000 wurde sie mit einem Golden Globe ausgezeichnet.

## Leben und Karriere

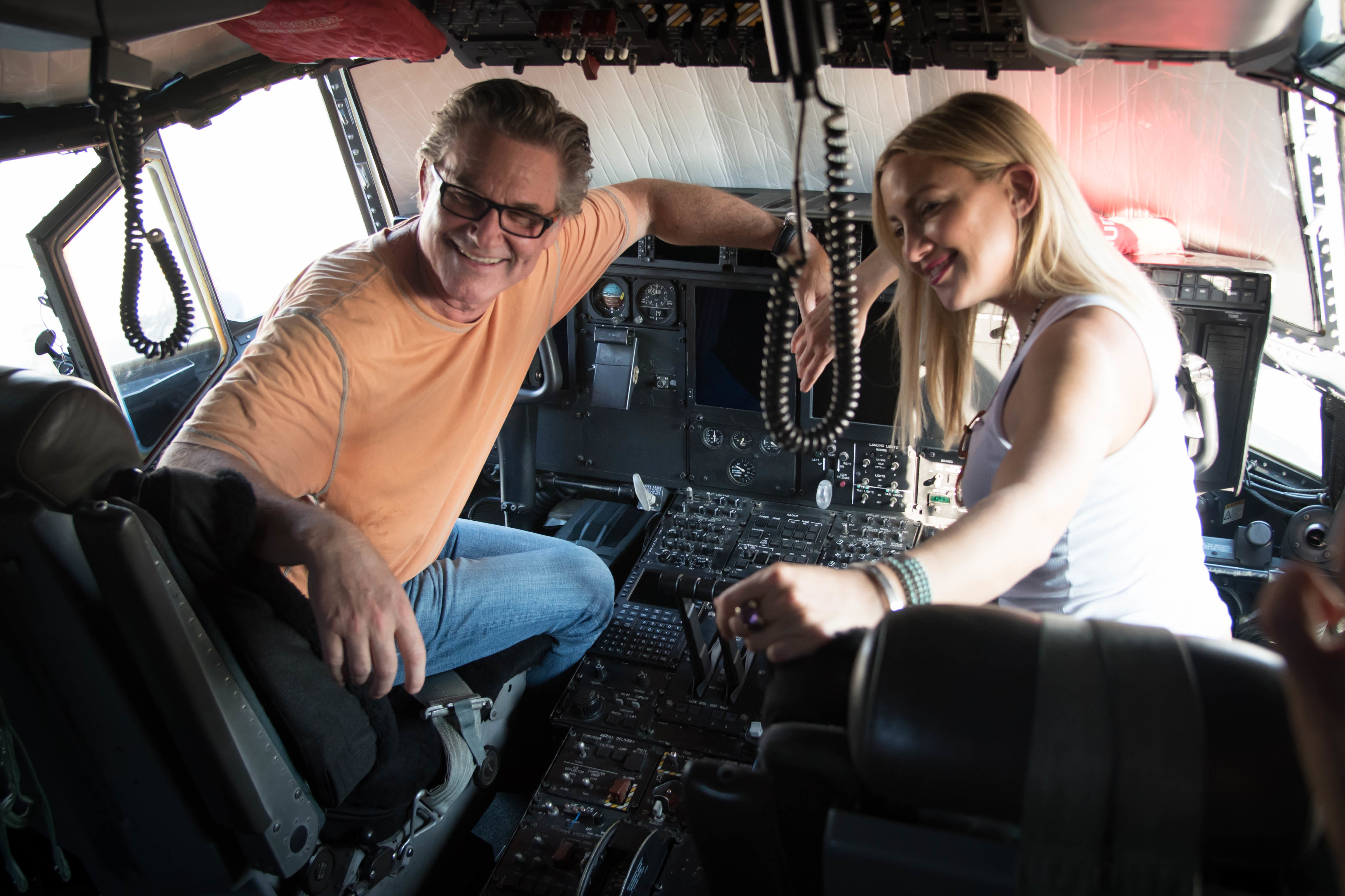
Kate Hudson mit ihrem Stiefvater Kurt Russell 2016

Kate Hudson ist die Tochter der Schauspielerin Goldie Hawn und des Musikers und Schauspielers Bill Hudson. Oliver Hudson ist ihr Bruder, Wyatt Russell ihr Halbbruder. Aufgewachsen ist sie bei ihrer Mutter und ihrem Stiefvater Kurt Russell. Mit dem Film Almost Famous – Fast berühmt, für den sie mit einem Golden Globe ausgezeichnet und für einen Oscar nominiert wurde, gelang ihr der endgültige Durchbruch. Die folgenden Liebeskomödien Alex & Emma, Wie werde ich ihn los – in 10 Tagen? und Liebe auf Umwegen erhielten eher durchschnittliche Kritiken, von Kate Hudson war man trotzdem begeistert. Angeblich war sie auch in der engeren Auswahl für die weibliche Hauptrolle in Spider-Man, sie lehnte jedoch zugunsten einer Rolle in dem Film Die vier Federn ab. 2003 spielte Hudson in der Gesellschaftskomödie Eine Affäre in Paris an der Seite von Glenn Close und Naomi Watts. Es folgten weitere Kino- und ein paar Fernsehrollen, ihr Schaffen umfasst mehr als 30 Produktionen.
2007 inszenierte sie den mit namhaften Schauspielern besetzten Kurzfilm Cutlass.
Kate Hudson ist zudem Sängerin. 2010 erschien ihre erste Single Cinema Italiano.
Von 2000 bis 2006 war sie mit dem Rocksänger Chris Robinson verheiratet, am 7. Januar 2004 brachte sie in Los Angeles ihren gemeinsamen Sohn zur Welt. Von 2006 bis 2007 war sie mit Owen Wilson liiert. In den Jahren 2010 bis 2014 war Matthew Bellamy, der Sänger der Rockband Muse, ihr Partner. Im Juli 2011 wurden Hudson und Bellamy Eltern eines Sohnes. Sie ist mit dem Musiker Danny Fujikawa liiert, im Oktober 2018 kam eine gemeinsame Tochter zur Welt.
2013 beteiligte sich Kate Hudson als Mitgründerin an der US-Sportbekleidungsmarke Fabletics, die von Adam Goldenberg, Don Ressler und Kate Hudson im Juli 2013 gegründet wurde. Sie startete am 1. Oktober 2013. Fabletics ist ein Tochterunternehmen von JustFab.
2020 tanzte Kate Hudson gemeinsam mit Maddie Ziegler und Leslie Odom Jr. im Musikvideo zu Together von der australischen Sängerin Sia.

## Filmografie (Auswahl)
als Schauspielerin
- 1996: Party of Five (Fernsehserie, Folge 2x21: Aus der Traum? Teil 1)
- 1998: Desert Blue
- 1999: Eine Nacht in New York (200 Cigarettes)
- 2000: Almost Famous – Fast berühmt (Almost Famous)
- 2000: Dr. T and the Women
- 2000: Tödliche Gerüchte (Gossip)
- 2000: Alles über Adam (About Adam)
- 2002: Die vier Federn (The Four Feathers)
- 2003: Wie werde ich ihn los – in 10 Tagen? (How to Lose a Guy in 10 Days)
- 2003: Alex & Emma
- 2003: Eine Affäre in Paris (Le Divorce)
- 2004: Liebe auf Umwegen (Raising Helen)
- 2005: Der verbotene Schlüssel (The Skeleton Key)
- 2006: Ich, Du und der Andere (You, Me and Dupree)
- 2008: Männer sind Schweine (My Best Friend’s Girl)
- 2008: Ein Schatz zum Verlieben (Fool’s Gold)
- 2009: Bride Wars – Beste Feindinnen (Bride Wars)
- 2009: Nine
- 2010: The Killer Inside Me
- 2011: Kein Mittel gegen Liebe (A Little Bit of Heaven)
- 2011: Fremd Fischen (Something Borrowed)
- 2012: The Reluctant Fundamentalist
- 2012–2013: Glee (Fernsehserie, 5 Folgen)
- 2013: Clear History
- 2014: Wish I Was Here
- 2014: Good People
- 2015: Rock the Kasbah
- 2016: Kung Fu Panda 3 (Stimme für Mei Mei)
- 2016: Mother’s Day – Liebe ist kein Kinderspiel (Mother’s Day)
- 2016: Deepwater Horizon
- 2017: Marshall
- 2021: Music
- 2021: Mona Lisa and the Blood Moon
- 2021: Truth Be Told: Der Wahrheit auf der Spur (Truth Be Told, Fernsehserie)
- 2022: Glass Onion: A Knives Out Mystery
- 2022: A Little White Lie
- 2024: Shell
- seit 2025: Running Point (Fernsehserie)

als Regisseurin
- 2007: Cutlass

als Drehbuchautorin
- 2007: Cutlass

## Auszeichnungen (Auswahl)
Oscar
- 2001: Nominierung als Beste Nebendarstellerin für Almost Famous – Fast berühmt

Golden Globe
- 2001: Beste Nebendarstellerin für Almost Famous – Fast berühmt
- 2021: Nominierung als Beste Hauptdarstellerin – Komödie oder Musical für Music

Goldene Himbeere
- 2009: Nominierung als Schlechteste Schauspielerin für Männer sind Schweine und Ein Schatz zum Verlieben
- 2017: Nominierung als Schlechteste Nebendarstellerin für Mother’s Day – Liebe ist kein Kinderspiel
- 2021: Schlechteste Schauspielerin für Music

## Veröffentlichungen
- Pretty Happy: Healthy ways to love your body. HarperCollins Publishers, New York 2016, ISBN 978-0-0624-3423-4.